# دیبلسهایم
دیبلسهایم (به فرانسوی: Diebolsheim) یک کمون در فرانسه با جمعیت ۶۱۷ نفر است که در Canton of Marckolsheim واقع شده‌است.